# آراویند آدیگا
آراویند آدیگا (به انگلیسی: Aravind Adiga)، به کانارا: ಅರವಿಂದ ಅಡಿಗ) (زاده ۲۳ اکتبر ۱۹۷۴) نویسنده و روزنامه‌نگار هندی/استرالیایی است. او در سال ۲۰۰۸ به خاطر رمان ببر سفید موفق به دریافت جایزهٔ ادبی من بوکر شد. ببر سفید، نخستین اثر این نویسنده است. آدیگا چهارمین نویسنده هندی است که برنده جایزه بوکر شده‌است.

## زندگی
آراویند آدیگا در مدرس (چنای کنونی) در خانوادهٔ دکتر کی. مدهاوا آدیگا و اوشا آدیگا زاده شد. جد پدری او کی. سوریانارایانا آدیگا، رئیس سابق بانک کارناتاکا بود در حالی که جد مادری او، یو. راما رائو، یک پزشک عمومی و سیاستمدار کنگرهٔ مدرس بود.

### تحصیلات
او در منگلور بزرگ شد و در دبیرستان کانارا درس خواند، و سپس در دبیرستان سنت آلویسیوس، جایی که او "اس‌اس‌ال‌سی"(Secondary School Leaving Certificate) خود را در سال ۱۹۹۰ به پایان رسید. او رتبهٔ اول اس‌اس‌ال‌سی در ایالت را بدست آورد و برادرش، آناند آدیگا در جایگاه دوم قرار گرفت. او ادبیات انگلیسی را در کالج دانشگاه کلمبیا در نیویورک خواند، جایی که با سیمون شاما همراه بود و در سال ۱۹۹۷ فارغ‌التحصیل شد. او همچنین در کالج مگدالن , آکسفورد، تحصیل کرده‌است.

### پیشه
آدیگا روزنامه نگاری حرفه‌ای خود را به عنوان یک روزنامه‌نگار دارایی و امور مالی به صورت کارآموزی در فایننشیال تایمز آغاز کرد، با نشر قطعه‌هایی در «فایننشال تایمز اند مانی»، او بازار سهام و سرمایه‌گذاری را پوشش خبری می‌داد و با کسانی مثل «دونالد ترامپ» مصاحبه می‌کرد. بررسی و بازبینی (نقد) او از کتاب «اسکارو لوسیندا» اثر پیتر کری که برنده قبلی جایزه بوکر بود، در The Second Circle (نقد ادبی آنلاین) منتشر شد. او پس از آن توسط تایمز استخدام شد، جایی که او به مدت سه سال یک خبرنگار آسیای جنوبی باقی ماند. در طول دوره استقلال کاری‌اش، او رمان ببر سفید را نوشت.

### کتاب‌ها
اولین رمان آراویند آدیگا، ببر سفید، جایزه ادبی من بوکر سال ۲۰۰۸ را برد. او چهارمین شخص متولد هند هست که این جایزه را برده‌است.
کتاب دوم آدیگا، Between the Assassinations (در فاصلهٔ ترورها)، در نوامبر ۲۰۰۸ در هند و در اواسط سال ۲۰۰۹ در ایالات متحده آمریکا و انگلستان منتشر شده‌است. این کتاب شامل ۱۲ داستان کوتاه به‌هم‌پیوسته است. رمان دوم و کتاب سوم او، Last Man in Tower (آخرین مرد در برج)، در انگلستان در سال ۲۰۱۱ منتشر شده‌است.

### داستان‌های کوتاه
- حملهٔ سلطان (The Sultan's Battery) (گاردین، ۱۸ اکتبر ۲۰۰۸، متن آنلاین)
- دوست داشتن (Smack)، ساندی تایمز، ۱۶ نوامبر ۲۰۰۸، متن آنلاین
- آخرین کریسمس در باندرا (Last Christmas in Bandra)(تایم، ۱۹ آذر ۲۰۰۸، متن آنلاین)
- فیل (The Elephant) (نیویورکر، ۲۶ ژانویه ۲۰۰۹، متن آنلاین).[۱][۲]